# 約翰尼斯·羅勃茲
約翰尼斯·羅勃茲（英語：Johannes Roberts，1976年5月24日—），英國男導演、編劇、製片人及作曲家。

## 生活和事業
約翰尼斯·羅勃茲出生於英格蘭東區劍橋郡的劍橋。22歲時，大學時期的他自費5萬英鎊拍了首部電影《瘋人院》（Sanitarium），於2011年以DVD首映的方式發行。接下來的五年，羅勃茲學習了他製作DVD低預算恐怖片的技巧而拍了數部恐怖片。2017年，他執導的生存恐怖片《深海鯊機》僅以500萬美元的預算在全球獲得了6500萬美元的票房收入，成為了2017年最成功的獨立電影。

## 作品列表
- 2001：《瘋人院》（Sanitarium，DVD首映）-導演，編劇，監製，作曲家
- 2002：《Alice》-導演
- 2004：《Hellbreeder（英语：Hellbreeder）》-導演，編劇，監製，作曲家
- 2004：《黑暗獵人》（Darkhunters）-導演，編劇，監製，作曲家
- 2005：《噩夢森林（英语：Forest of the Damned）》-導演，編劇
- 2006：《When Evil Calls》（電視迷你劇；2集）-導演，編劇
- 2010：《歡迎來到殺人學校（英语：F (film)）》-導演，編劇
- 2011：《惡鳥公路（英语：Roadkill (2011 film)）》（電視電影）-導演
- 2012：《異形爆倉（英语：Storage 24）》-導演，編劇
- 2016：《鬼門開（英语：The Other Side of the Door (2016 film)）》-導演，編劇
- 2017：《深海鯊機》-導演，編劇
- 2018：《只殺陌生人》-導演
- 2019：《絕鯊47：猛鯊出籠》-導演，編劇[3]
- 2021：《惡靈古堡首部曲：拉昆市》-導演，編劇[4]
- 2022：《致命录像带99（英语：V/H/S/99）》-導演，編劇（章節：〈Suicide Bid〉）
- 2022：《屍裡逃生》-監製

## 外部連結
- 約翰尼斯·羅勃茲在互联网电影资料库（IMDb）上的資料（英文）